# Квашнин-Самарин, Николай Дмитриевич
Никола́й Дми́триевич Квашни́н-Сама́рин (1841 — не ранее 1918) — русский филолог—славист, краевед. 

## Биография
Родился 19 июня (1 июля) 1841 года. Происходил из потомственных дворян Тверской губернии — сын полковника Дмитрия Степановича Квашнина-Самарина и его жены Ольги Николаевны Хвостовой. Родился в родительском имении Суховарово, крещен 22 июня 1841 года во Владимирской церкви села Чашниково; крестник родного дяди Алексея Николаевича Хвостова и тетки девицы Варвары Николаевны Хвостовой. Его старший брат, Степан Дмитриевич (1838—1908), незадолго до смерти стал членом Государственного совета.
По окончании с серебряной медалью 4-й Московской гимназии в 1858 году поступил на историко-филологический факультет Московского университета, но в конце 1859 году оставил его.
Был владельцем имения Суховарово (Вешенки) на живописном берегу реки Осуга в Зубцовском уезде Тверской губернии и в Смоленской губернии. В 1869—1875 годы служил в канцелярии зубцовского уездного предводителя дворянства и Тверском дворянском депутатском собрании; в 1860—1890 годах был почётным мировым судьёй Зубцовского уезда. До 1906 года был тверским губернским и до 1909 года Зубцовским уездным гласным
Был членом Московского археологического общества (1877); в 1884 году стал членом-учредителем Тверской учёной архивной комиссии.
В 1871 году было напечатано его исследование «Русские былины в историко-географическом отношении» («Беседа». — 1871. — № 4. — С. 78—115; № 5. — С. 224—244). Составил «Летопись русской истории» (Настольная книга для народа. - СПб.: тип. Ф. Елеонского и К°, 1887. — 72 с.). В 1893 году была напечатана «Энеида» в переводе с подлинника в стихах Н. Д. Квашнина-Самарина (СПб.: тип. М.М. Стасюлевича. — 306 с.).
В 1897 году — коллежский советник.
Н. Д. Квашнин-Самарин — автор работ:
- По поводу Любецкого синодика. — М.: О-во истории и древностей рос. при Моск. ун-те, 1874. — 14 с.;
- «Исследование об истории княжеств Ржевского и Фоминского». — Тверь: тип. Губ. правл., 1887. — 39 с.;
- О зубцовских и ржевских переписных книгах, как источнике к изучению местной истории. — Тверь: Твер. учен. архив. комис., 1891. — 9 с.;
- О некоторых наблюдениях над микрорельефом мерзлоты и его значении: [Из материалов авт. по Амур. экспедиции 1910 и 1911 г.]. — СПб.: тип. М. М. Стасюлевича, 1913. — 19 с.;
- Княжая песнь: Ист. поэма в 48 песнях / Сост. Н.. Квашнин-Самарин; Худож. украшения под руководством и при участии И. Я. Билибина, а также при участии: О. В. Белобородовой, А. Х. Вестфален [и др.]. Ч. 1. — СПб.: изд. авт., 1914 (тип. «Обществ. польза»). — 26 с.

Жена — Прасковья Петровна Аксакова (08.12.1846—24.12.1909, Санкт-Петербург), внучка алексинского уездного предводителя дворянства Николая Ивановича Аксакова (ок. 1784—1848); её братья — Николай Петрович и Александр Петрович, были известными в России публицистами.

## Рекомендуемая литература
- Фонд Научно-исследовательского отдела рукописей Российской государственной библиотеки № 123. Квашнины-Самарины: Дмитрий Степанович, Степан и Николай Дмитриевичи и др.: архивный фонд, начало VIII в. — 1910-е. — 5663 ед. хр.